# Nazionale maschile di pallavolo del Kirghizistan
La nazionale maschile di pallavolo del Kirghizistan è una squadra asiatica e oceaniana composta dai migliori giocatori di pallavolo del Kirghizistan ed è posta sotto l'egida della Federazione pallavolistica del Kirghizistan.

## Risultati

### Competizioni AVC
| 2018 | non qualificata | -            |
| 2022 | 1º posto        | Convocazioni |
| 2023 | non qualificata | -            |
| 2024 | non qualificata | -            |